# Meilars
Meilars é uma comuna francesa na região administrativa da Bretanha, no departamento Finisterra. Estende-se por uma área de 14,54 km². Em 2010 a comuna tinha 904 habitantes (densidade: 62,2 hab./km²).